# 내 사랑 아리즈
내 사랑 아리즈(Arise, My Love)는 미국에서 제작된 밋첼 레이슨 감독의 1940년 코미디, 드라마, 멜로/로맨스 영화이다. 클로데트 콜베르 등이 주연으로 출연하였고 아서 혼블로우 주니어 등이 제작에 참여하였다. 파라마운트 픽쳐스에 의해 제작되었으며 빌리 와일더 등이 각본을 맡았다.

## 출연

### 주연
- 클로데트 콜베르
- 레이 밀렌드

### 조연
- 데니스 오키프
- 월터 아벨
- 딕 퍼셀
- 조지 주코

## 제작진
- 미술: 한스 드레이어
- 미술: 로버트 어셔
- 의상: 아이린